# Tanjung Kemala (Lubai)
Tanjung Kemala is een bestuurslaag in het regentschap Muara Enim van de provincie Zuid-Sumatra, Indonesië. Tanjung Kemala telt 2416 inwoners (volkstelling 2010).